# José Pío Alonso

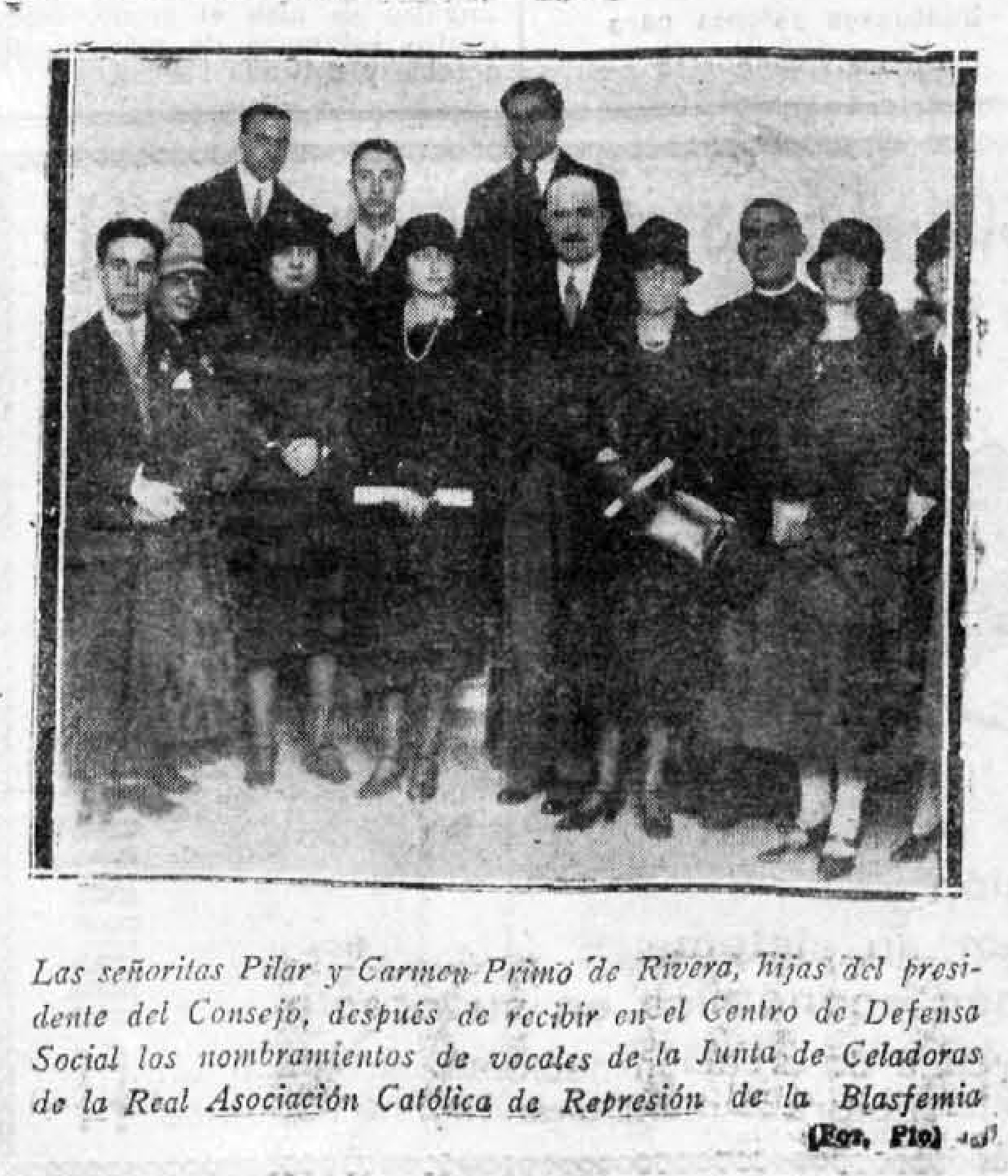
Pilar y Carmen Primo de Rivera, hijas del presidente del Consejo, fotografiadas por Pío para El Imparcial (1926).

José Pío Alonso Bartolomé († Madrid, octubre de 1937) fue un fotógrafo y reportero gráfico español. Junto con Félix Ortiz Perelló fundó la agencia Piortiz. Distribuyó su material fotográfico a buena parte de la prensa española, especialmente al diario La Nación.